# Лазарович, Соломон Борисович
Соломо́н Бори́сович Лазаро́вич (при рождении — Соломон Бе́ркович Лейзеро́вич; 30 сентября 1868, Одесса — ?) — российский журналист.
Учился в частном еврейском училище, одесской Ришельевской гимназии (не окончил). Увлекался произведениями Н. А. Добролюбова, П. Л. Лаврова, Н. К. Михайловского, Г. В. Плеханова. Подвергался арестам и заключению по политическим мотивам (1887-88 гг.). С 1903 — член Комитета одесского общества распространения просвещения между евреями в России (ОПЕ) . Член Правления Одесского отделения Кассы взаимопомощи литераторов и ученых.
Печатался в «Одесских новостях», «Одесском листке», «Одесском вестнике», «Южном обозрении», «Северном вестнике», «Южно-русском альманахе», факт. редактор «Справочного листка Одесского земельного синдиката».